# Patates de Chiloé

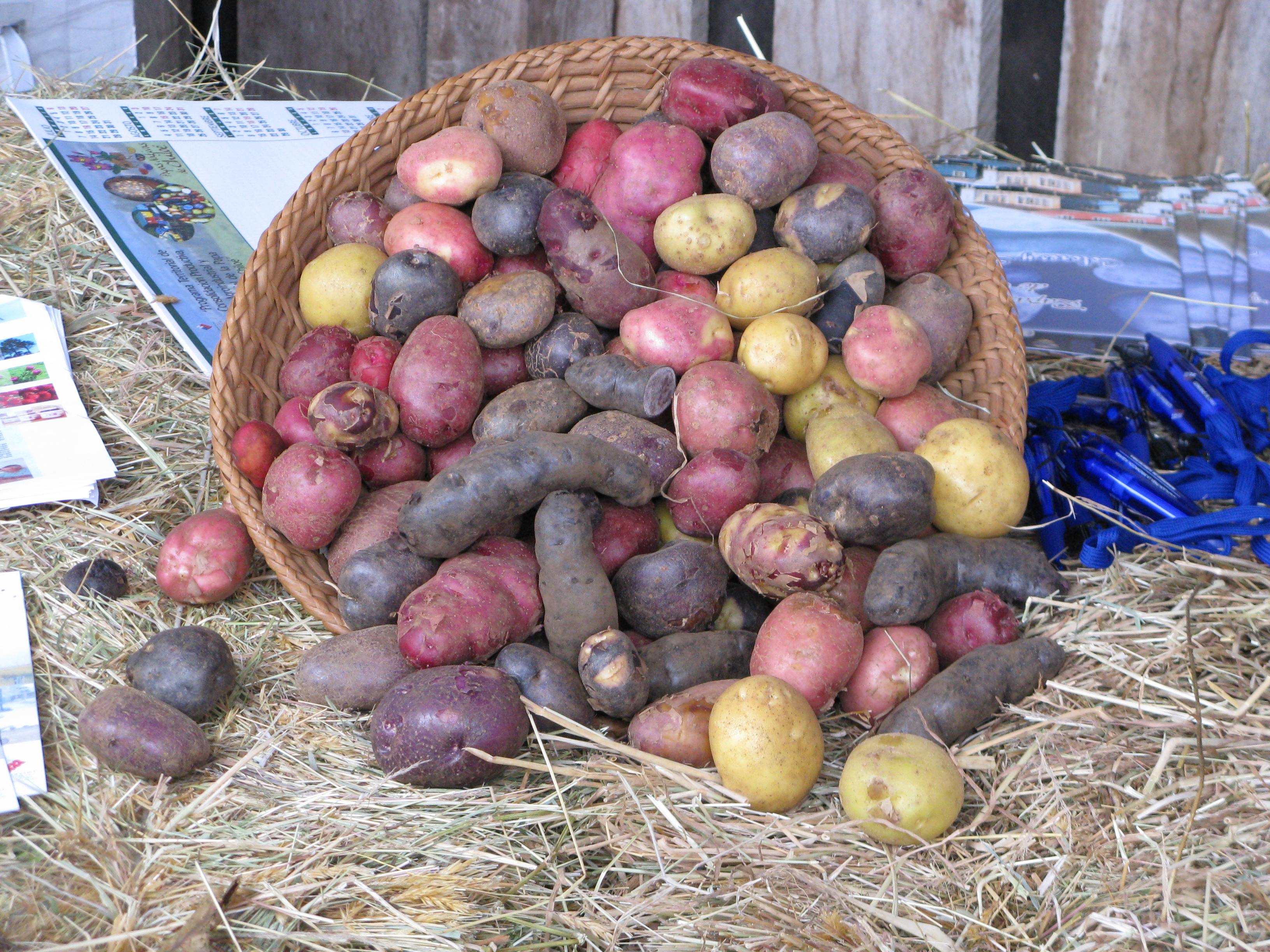
Diverses varietats de patates de Chiloé.

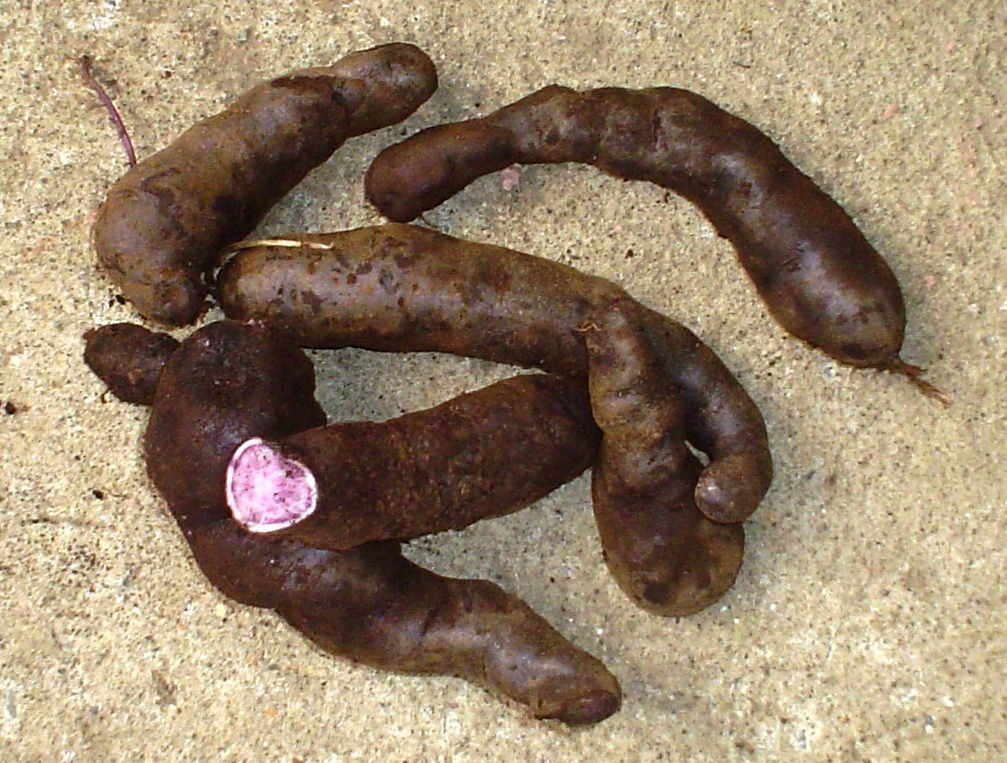
varietat 'Guadachos'

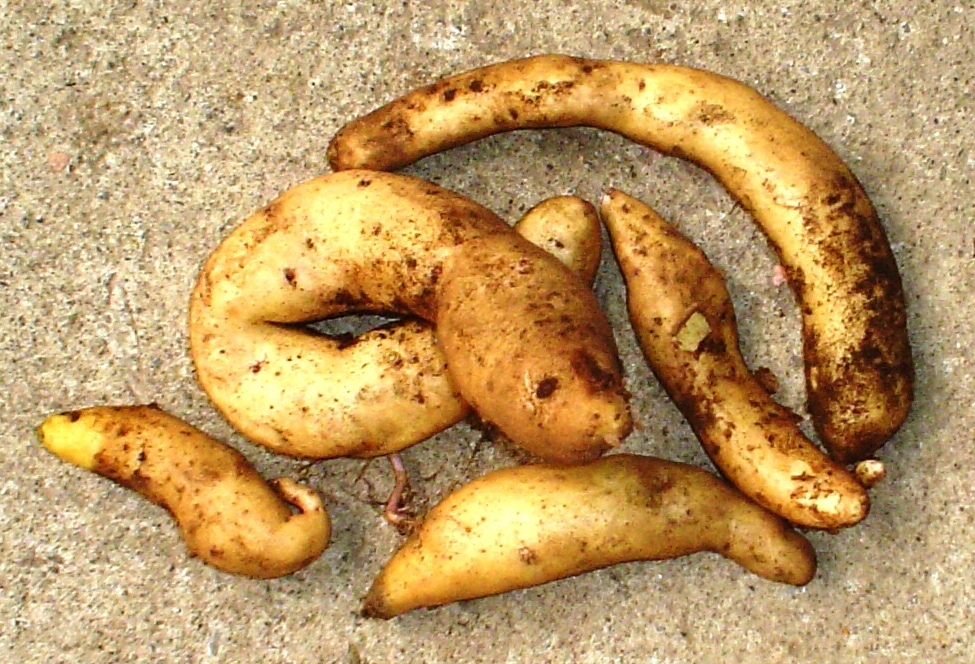
varietat 'Michuñe Blanca'

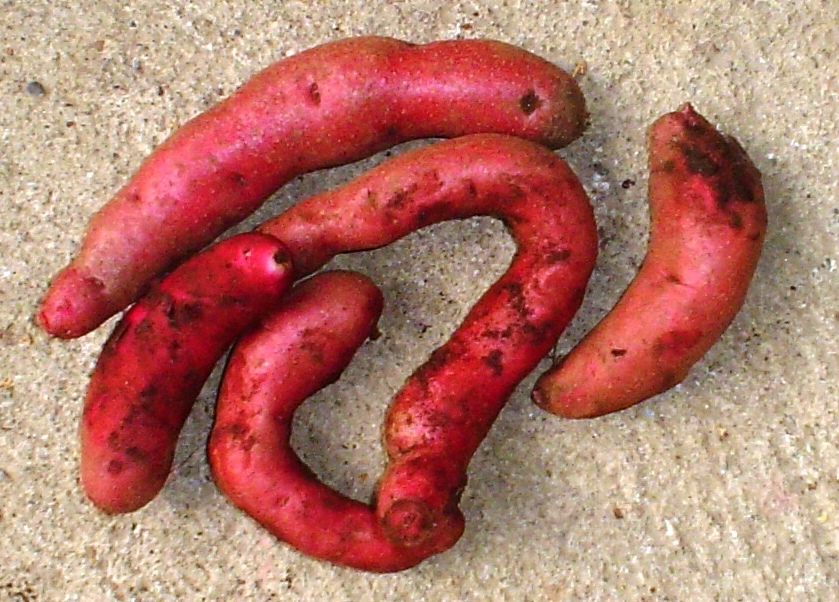
varietat 'Michuñe Roja'

Les patates de Chiloé són les varietats de patates indígenes de l'illa Gran de Chiloé (al sud de Xile), cultivades tradicionalment per les poblacions locals que pertanyen a l'ètnia Huilliche.
El cultiu i consum de patata es practicava ja pels pobles amerindis d'aquesta regió abans d'arribada dels espanyols, com ho demostra la primera evidència que data de 1541 (carta de Pedro de Valdivia a l'emperador Carles V, citant, les patates, amb el blat de moro, la quinoa, els pebrots i els fesols, entre els cultius dels Maputxes).
Es tracta de varietats de la subespècie Solanum tuberosum subsp. tuberosum, diferents de patates de les terres indígenes de l'altiplà andí les quals són de la subespècie Solanum tuberosum subsp. andigenum.
L'illa Gran de Chiloé es considera un centre secundari de la domesticació de la patata, al costat del centre principal que és la regió del llac Titicaca, a cavall entre el Perú i Bolívia. Aquestes pertanyen a la mateixa subespècie i tenen les mateixes característiques fisiològiques (adaptació a un fotoperíode de dies llargs) que les patates europees, les patates de Chiloé són connsiderades per certs autors com l'origen d'aquestes primeres.Totes són tetraploides. Les condicions de les primeres introduccions de patates a Europa no es coneixen amb precisió. L'illa Gran de Chiloé, de clima marítim temperat, sense un relleu alt i humit, ofereix condicions molt favorables per al cultiu de la patata, semblants a les que troben a Irlanda.
També a Xile, des de La Serena al nord fins a l'arxipèlag dels Chonos al sud, les patates silvestres pertanyen a moltes espècies: Solanum etuberosum, Solanum maglia, Solanum oceanicum, Solanum palustre

## Conservació de les varietats tradicionals
El 1989 el Centro de educación y tecnología (CET) ha endegat la construcció d'un banc de gens de la patata (al seu centre de Notuco dins el municipi Chonchi), que compta amb unes 200 accessions de cultivars tradicionals chilotes. A més impliquen les comunitats indígenes per conservar el material genètic de les patates in situ.
Aquesta acció s'inscriu en el prorama de la FAO dels Sistemes Importants del Patrimoni Agrícola Mundial (SIPAM).